# جان را
جان را (انگلیسی: John Rae; ۱۹ ژوئیهٔ ۱۸۹۶ – تاریخ ورودی نامعتبر است) بازیگراهل اسپانیابود.